# Giōrgos Mposganas
Giōrgos Mposganas (in greco Γιώργος Μποσγανάς?; Sydney, 20 maggio 1968) è un ex cestista greco.

## Carriera
Con la Grecia ha disputato i Campionati europei del 1993.

## Palmarès
- Coppa di Grecia: 1

Panionios: 1990-91